# Aase Asp Lunde
Aase Asp Lunde, född 13 augusti 1922 i Oslo, död 26 februari 2015, var en norsk målare.
Hon var dotter till Johan Asp och Ingrid Aflangrud samt gift med Ferdinand Lunde. Hon studerade konst vid Statens håndverks- og kunstindustriskole 1941–1943 och för Axel Revold och Jean Heiberg vid Statens Kunstakademi 1943-1946, under den tyska ockupationen deltog hon i undervisningen vid Det Illegale Akademi. Under sin studietid tilldelades hon ett flertal stipendium Hon medverkade i Statens Kunstutstilling vid ett flertal tillfällen fram till 1966 första gången 1945 och ett flertal gånger i utställningar arrangerade av Unge kunstneres Samfund i Oslo. Hon var representerad i utställningarna Nordiska konstnärinnor som visades i Stockholm 1948, Ung norsk kunst i Köpenhamn 1952 och utställningen Norsk konst som visades på Värmlands museum 1957. Separat ställde hon bland annat ut på Kunstnerforbundet,  Kunstnernes Hus i Oslo och med en lång rad lokala konstföreningar. Under 1960-talet startade hon en privat målarskola i Oslo. Hennes konst består av landskapsskildringar, stadsmotiv, stilleben, figurer, porträtt och grupper med barn. Aase Asp Lunde är representerad vid bland annat Stortinget, Norsk kulturråd och Oslo kommun.  